# خوچیلوکو
خوچیلوکو (به لهستانی:  Chocielewko) یک روستا در لهستان است که در گمینا نووا ویش لنبورسکا واقع شده‌است. خوچیلوکو ۴۸۲ نفر جمعیت دارد.